# Osmia cornuta
Osmia cornuta és una espècie d'himenòpter de la família dels megaquílids. La seva àrea de distribució és Europa central i meridional, Àsia Menor i determinades àrees del nord d'Àfrica.

## Característiques
O. cornuta és una abella de mida superior a l'abella de la mel (Apis mellifera) i d'aspecte robust, identificable per la seva pilositat i coloració vermellosa (abdomen) i negra (cap i tòrax). Els mascles són més petits que les femelles i presenten pilositat blanca característica a la part frontal del cap.
El nom de l'espècie fa referència a unes petites prolongacions que tenen les femelles al cap, i que semblen banyes. A diferència de l'abella de la mel i dels borinots, que transporten el pol·len a les corbícules de les potes posteriors, les femelles de Osmia cornuta el transporten a l'anomenada escopa ventral, un conjunt de llargs pels situats a la part inferior de l'abdomen.

## Història natural
O. cornuta és una espècie solitària ja que cada femella construeix i aprovisiona els seus nius individualment, sense cooperació d'altres femelles o mascles.
En les zones més temperades, els primers mascles comencen a emergir dels nius a partir de finals de gener o principis de febrer. Les femelles ho fan uns dies més tard i són ràpidament fecundades pels mascles. A partir d'aquí, les femelles busquen antics nius d'altres abelles, galeries excavades a la fusta per escarabats o forats a les canyes per a construir els seus nius. Aquests consisteixen en sèries lineals de cel·les separades per envans de fang que la femella modela amb les seves mandíbules i les banyes.
A dins de cada cel·la l'abella emmagatzema una provisió de pol·len barrejat amb nèctar sobre el que diposita un ou. El nombre de cel·les per niu és variable i un cop finalitzada la posta, la femella fabrica un tap de fang per a protegir la seva descendència de possibles predadors o paràsits. Cada femella vola durant un període superior a 20 dies i pon una mitjana de 8-20 ous en un o més nius.
Els mascles no recol·lecten pol·len ni participen en la construcció dels nius i viuen menys temps que les femelles.